# Nelly van Doesburg
Nelly van Doesburg, Nelly van Moorsel o Nelly Küpper-van Moorsel (nascuda Petronella Johanna van Moorsel a La Haia, 27 de juliol de 1899 - Meudon, 1 d'octubre de 1975) fou una ballarina, pianista i artista d'avantguarda neerlandesa. Va utilitzar com a nom d'artista del dadaisme Pétro van Doesburg i com a pseudònim per a les seves pintures Cupera.

## Biografia
Va ser la tercera esposa (després de Agnita Feis i Lena Milius) de Theo van Doesburg (nascut amb el nom de Émile Marie Küpper), pintor, arquitecte i teòric de l'art neerlandès, que va construir a Meudon l'any 1930 una casa-taller, «magnífic exemple de l'arquitectura sòbria i funcional d'aquests anys allí. »

## Galeria

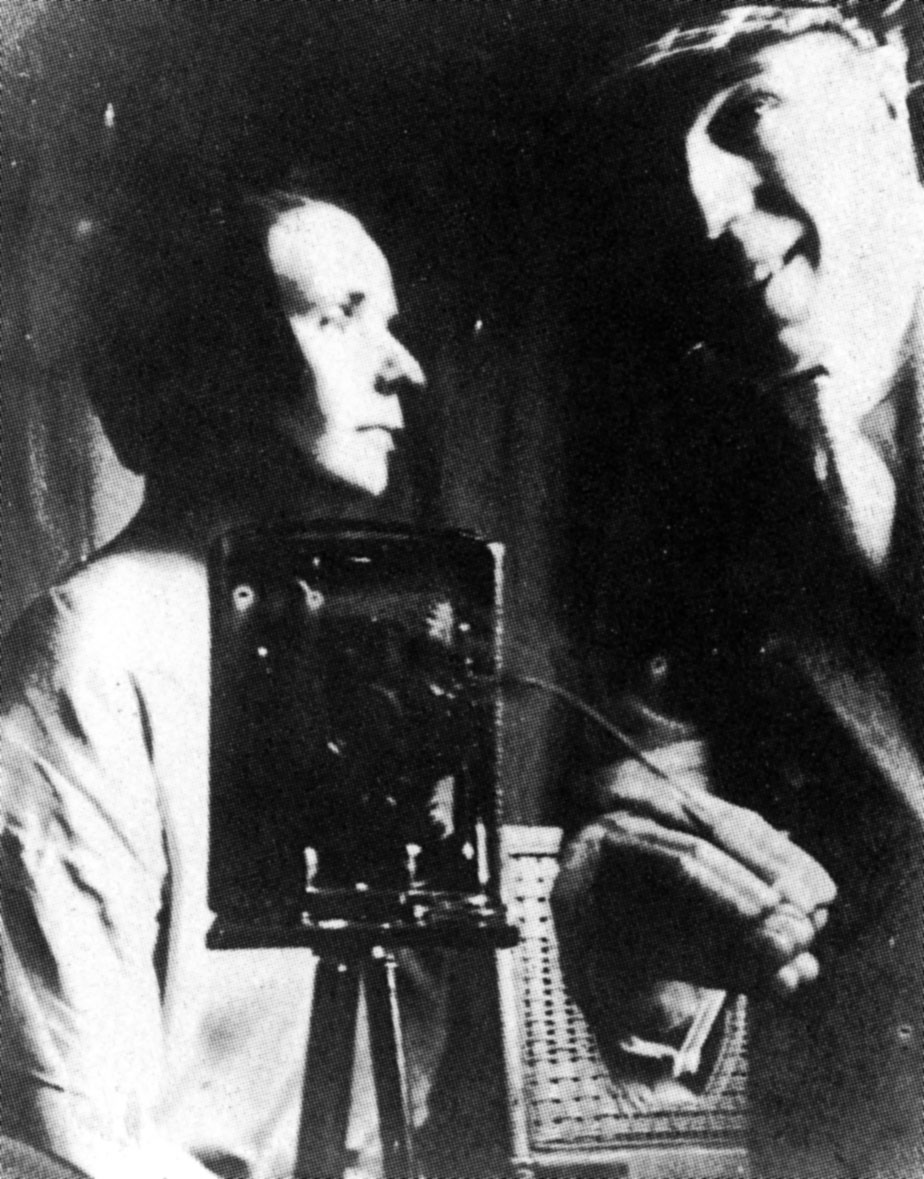
Theo i Nelly van Doesburg París, 1921.
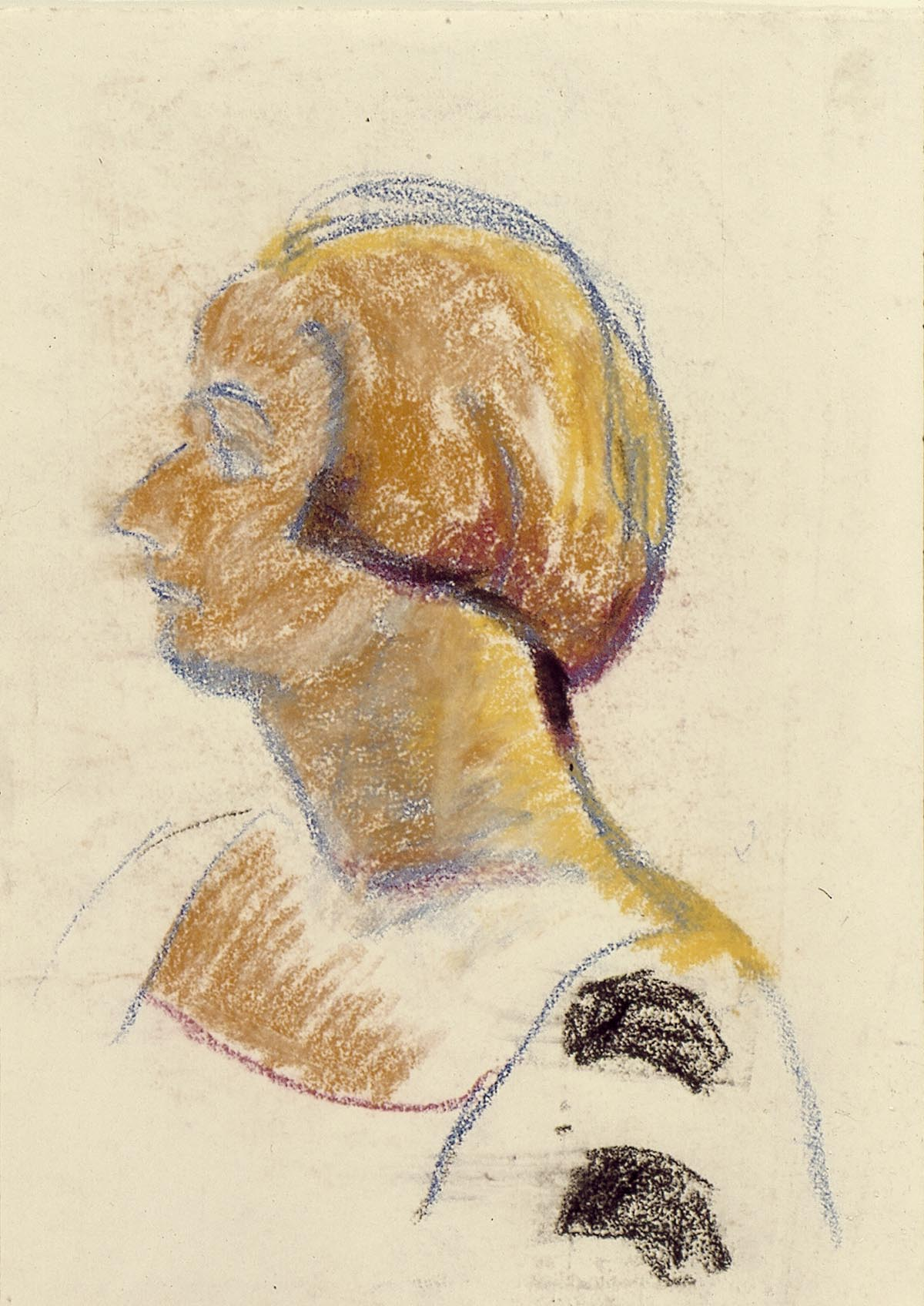
Retrat de Nelly van Doesburg per Theo van Doesburg, pastel sobre paper, 1922. Centraal Museum de Utrecht
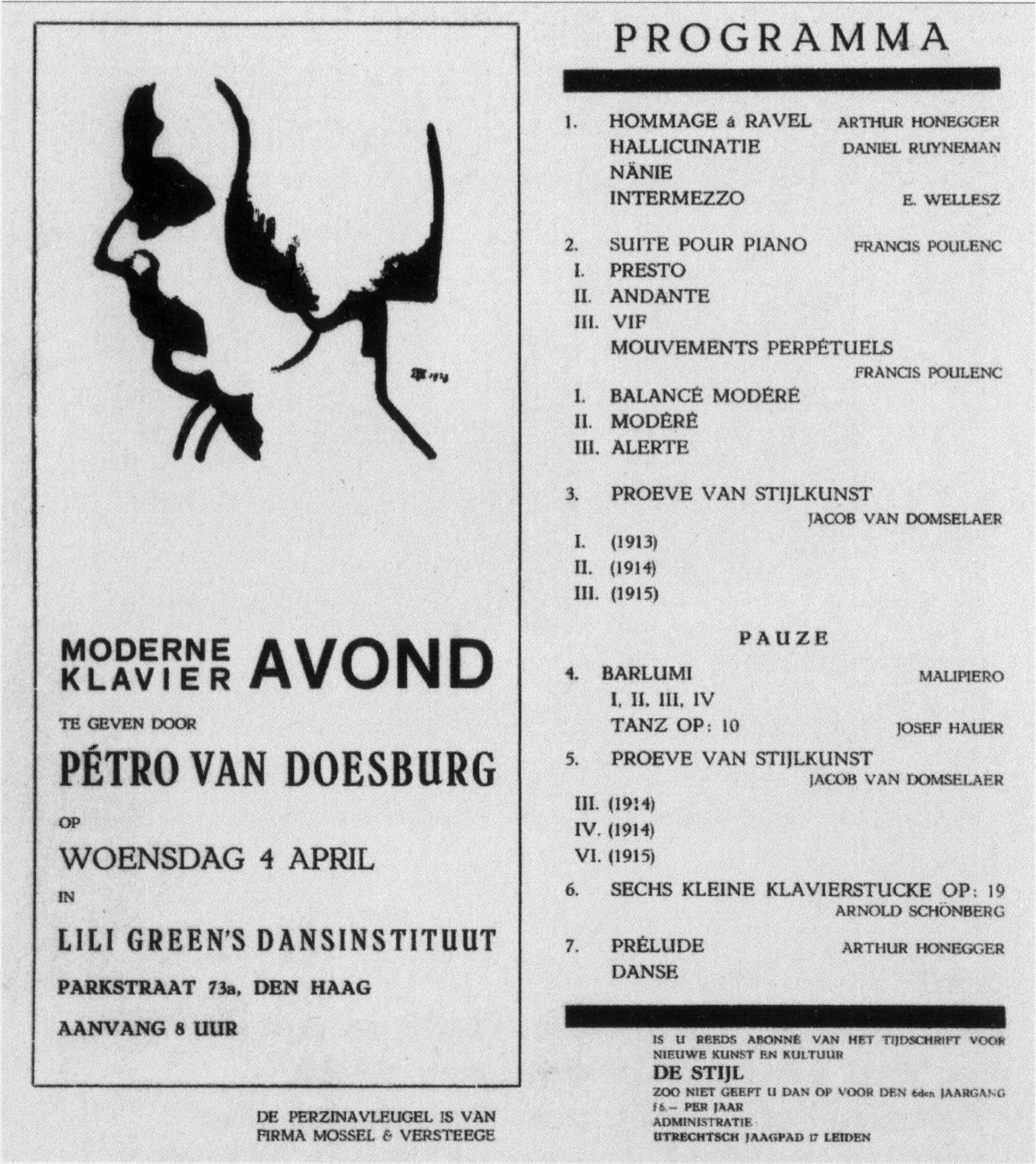
Programa d'un recital de Pétro van Doesburg al Lily Green's Dansinstituut, 1923. Museu nacional d'art modern
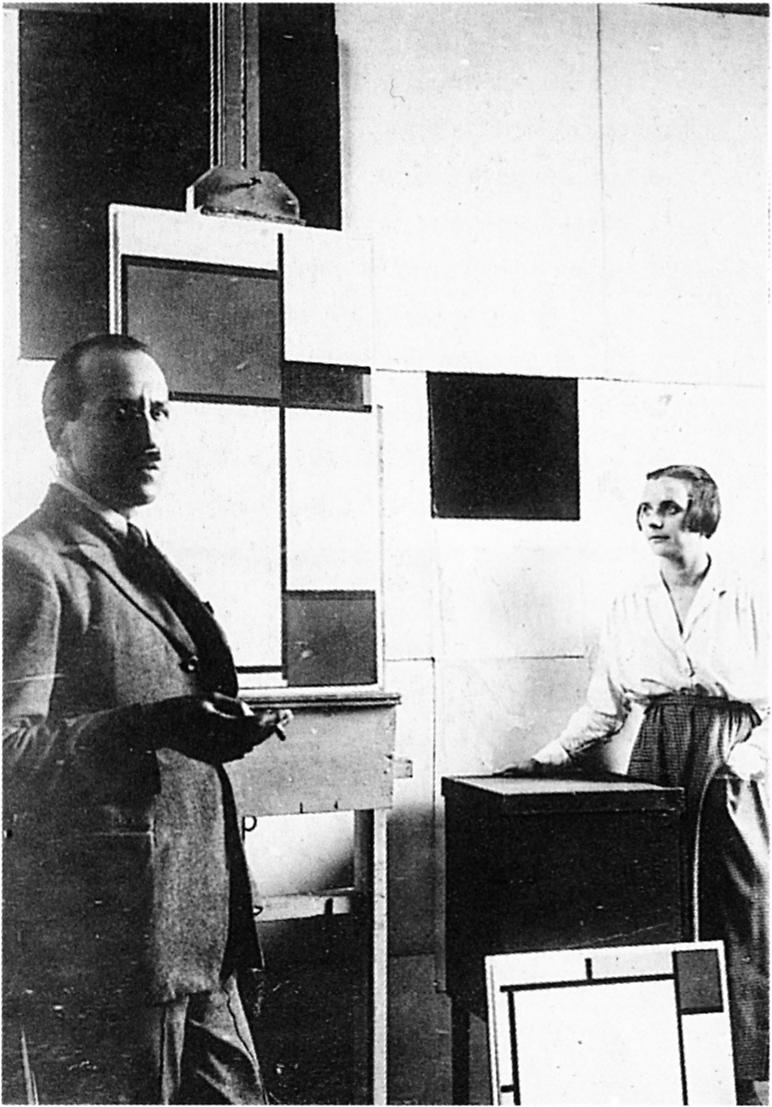
Piet Mondrian i Pétro van Doesburg en el taller de Mondrian, París, 1923
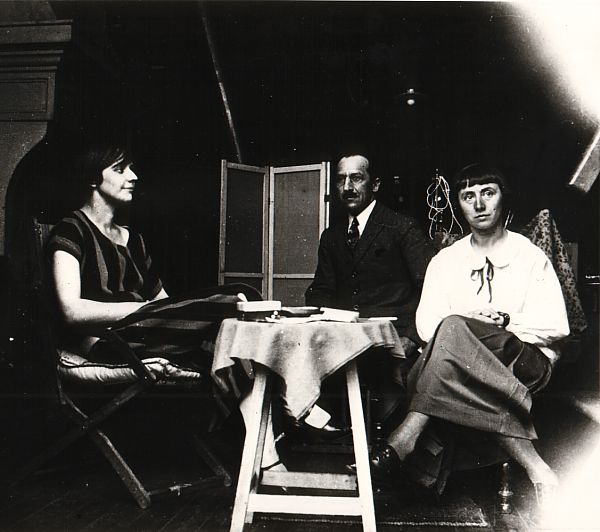
Nelly van Doesburg, Piet Mondrian i Hannah Höch, abril 1924.

## Discografia
- Petro Van Doesburg - Directori De Stijl / Bauhaus / Dada.